# Эндрю, Фредерик
Фредерик Эндрю (англ. Frederick Andrew) — английский лыжник и биатлонист, участник зимних Олимпийских игр 1964 и 1968 годов.

## Карьера лыжника
Фредерик Эндрю на Олимпийских играх 1964 года в австрийском Иннсбруке принял участие только в одной гонке — на 15 км классическим стилем, в которой занял последнее 69-е место.

## Карьера биатлониста
После неудачного выступления в лыжных гонках стал пробовать себя в биатлоне. И уже в 1966 году выступил на чемпионате мира в немецком Гармиш-Партенкирхене. В индивидуальной гонке он финишировал 41-м, в составе эстафетной команды занял 12-е место.
Представлял Великобританию на Олимпийских играх 1968 года, где в индивидуальной гонке стал 36-м, а в эстафете 12-м.

### Участие в Чемпионатах мира
| Год  | Место проведения       | Инд | Эст |
| 1966 | ЧМ Гармиш-Партенкирхен | 41  | 12  |

### Участие в Олимпийских играх
| Год  | Место проведения | Инд | Эст |
| 1968 | Гренобль         | 36  | 12  |